# 2025-ös Formula–1 kanadai nagydíj
A kanadai nagydíj a 2025-ös Formula–1 világbajnokság tizedik futama volt, amelyet 2025. június 13. és június 15. között rendeztek meg a Circuit Gilles Villeneuve versenypályán, Montréalban.

## Választható keverékek
| Abroncs              | Friss | Használt |
| -------------------- | ----- | -------- |
| Kemény keverék (C4)  |       |          |
| Közepes keverék (C5) |       |          |
| Lágy keverék (C6)    |       |          |
| Átmeneti esőgumi (I) |       |          |
| Teljes esőgumi (W)   |       |          |

## Szabadedzések
A kanadai nagydíj első szabadedzését június 13-án, pénteken délután tartották, magyar idő szerint 19:30-tól.
| helyezés | versenyző             | csapat/motor                 | elért idő | különbség | futott kör |
| -------- | --------------------- | ---------------------------- | --------- | --------- | ---------- |
| 1.       | Max Verstappen        | Red Bull-Honda RBPT          | 1:13,193  | –         | 28         |
| 2.       | Alexander Albon       | Williams-Mercedes            | 1:13,232  | +0,039    | 28         |
| 3.       | Carlos Sainz Jr.      | Williams-Mercedes            | 1:13,275  | +0,082    | 31         |
| 4.       | George Russell        | Mercedes                     | 1:13,535  | +0,342    | 29         |
| 5.       | Lewis Hamilton        | Ferrari                      | 1:13,620  | +0,427    | 30         |
| 6.       | Isack Hadjar          | Racing Bulls-Honda RBPT      | 1:13,631  | +0,438    | 31         |
| 7.       | Lando Norris          | McLaren-Mercedes             | 1:13,651  | +0,458    | 30         |
| 8.       | Liam Lawson           | Racing Bulls-Honda RBPT      | 1:13,737  | +0,544    | 30         |
| 9.       | Pierre Gasly          | Alpine-Renault               | 1:13,817  | +0,624    | 29         |
| 10.      | Charles Leclerc       | Ferrari                      | 1:13,885  | +0,692    | 9          |
| 11.      | Cunoda Júki           | Red Bull-Honda RBPT          | 1:13,927  | +0,734    | 27         |
| 12.      | Fernando Alonso       | Aston Martin Aramco-Mercedes | 1:13,972  | +0,779    | 25         |
| 13.      | Andrea Kimi Antonelli | Mercedes                     | 1:14,002  | +0,809    | 30         |
| 14.      | Oscar Piastri         | McLaren-Mercedes             | 1:14,198  | +1,005    | 28         |
| 15.      | Lance Stroll          | Aston Martin Aramco-Mercedes | 1:14,203  | +1,010    | 25         |
| 16.      | Gabriel Bortoleto     | Kick Sauber-Ferrari          | 1:14,324  | +1,131    | 30         |
| 17.      | Oliver Bearman        | Haas-Ferrari                 | 1:14,520  | +1,327    | 30         |
| 18.      | Esteban Ocon          | Haas-Ferrari                 | 1:14,605  | +1,412    | 23         |
| 19.      | Franco Colapinto      | Alpine-Renault               | 1:14,645  | +1,452    | 29         |
| 20.      | Nico Hülkenberg       | Kick Sauber-Ferrari          | 1:14,821  | +1,628    | 28         |

A kanadai nagydíj második szabadedzését június 13-án, pénteken délután tartották, magyar idő szerint 23:00-tól.
| helyezés | versenyző             | csapat/motor                 | elért idő  | különbség | futott kör |
| -------- | --------------------- | ---------------------------- | ---------- | --------- | ---------- |
| 1.       | George Russell        | Mercedes                     | 1:12,123   | –         | 33         |
| 2.       | Lando Norris          | McLaren-Mercedes             | 1:12,151   | +0,028    | 32         |
| 3.       | Andrea Kimi Antonelli | Mercedes                     | 1:12,411   | +0,288    | 33         |
| 4.       | Alexander Albon       | Williams-Mercedes            | 1:12,445   | +0,322    | 36         |
| 5.       | Fernando Alonso       | Aston Martin Aramco-Mercedes | 1:12,458   | +0,335    | 31         |
| 6.       | Oscar Piastri         | McLaren-Mercedes             | 1:12,562   | +0,439    | 32         |
| 7.       | Carlos Sainz Jr.      | Williams-Mercedes            | 1:12,631   | +0,508    | 37         |
| 8.       | Lewis Hamilton        | Ferrari                      | 1:12,653   | +0,530    | 34         |
| 9.       | Max Verstappen        | Red Bull-Honda RBPT          | 1:12,666   | +0,543    | 31         |
| 10.      | Liam Lawson           | Racing Bulls-Honda RBPT      | 1:12,751   | +0,628    | 30         |
| 11.      | Isack Hadjar          | Racing Bulls-Honda RBPT      | 1:12,799   | +0,676    | 31         |
| 12.      | Pierre Gasly          | Alpine-Renault               | 1:12,874   | +0,751    | 34         |
| 13.      | Gabriel Bortoleto     | Kick Sauber-Ferrari          | 1:12,896   | +0,773    | 32         |
| 14.      | Nico Hülkenberg       | Kick Sauber-Ferrari          | 1:12,914   | +0,791    | 33         |
| 15.      | Cunoda Júki           | Red Bull-Honda RBPT          | 1:12,939   | +0,816    | 35         |
| 16.      | Oliver Bearman        | Haas-Ferrari                 | 1:13,080   | +0,957    | 36         |
| 17.      | Esteban Ocon          | Haas-Ferrari                 | 1:13,175   | +1,052    | 33         |
| 18.      | Franco Colapinto      | Alpine-Renault               | 1:13,898   | +1,775    | 33         |
| 19.      | Lance Stroll          | Aston Martin Aramco-Mercedes | idő nélkül |           | 2          |
| 20.      | Charles Leclerc       | Ferrari                      | idő nélkül |           | 0          |

A kanadai nagydíj harmadik szabadedzését június 14-én, szombat délután tartották, magyar idő szerint 18:30-tól.
| helyezés | versenyző             | csapat/motor                 | elért idő | különbség | futott kör |
| -------- | --------------------- | ---------------------------- | --------- | --------- | ---------- |
| 1.       | Lando Norris          | McLaren-Mercedes             | 1:11,799  | –         | 24         |
| 2.       | Charles Leclerc       | Ferrari                      | 1:11,877  | +0,078    | 29         |
| 3.       | George Russell        | Mercedes                     | 1:11,950  | +0,151    | 20         |
| 4.       | Lewis Hamilton        | Ferrari                      | 1:12,050  | +0,251    | 26         |
| 5.       | Max Verstappen        | Red Bull-Honda RBPT          | 1:12,072  | +0,273    | 20         |
| 6.       | Fernando Alonso       | Aston Martin Aramco-Mercedes | 1:12,247  | +0,448    | 21         |
| 7.       | Andrea Kimi Antonelli | Mercedes                     | 1:12,348  | +0,549    | 21         |
| 8.       | Oscar Piastri         | McLaren-Mercedes             | 1:12,519  | +0,720    | 18         |
| 9.       | Carlos Sainz Jr.      | Williams-Mercedes            | 1:12,519  | +0,720    | 22         |
| 10.      | Alexander Albon       | Williams-Mercedes            | 1:12,573  | +0,774    | 22         |
| 11.      | Isack Hadjar          | Racing Bulls-Honda RBPT      | 1:12,651  | +0,852    | 22         |
| 12.      | Pierre Gasly          | Alpine-Renault               | 1:12,684  | +0,885    | 27         |
| 13.      | Liam Lawson           | Racing Bulls-Honda RBPT      | 1:12,791  | +0,992    | 27         |
| 14.      | Lance Stroll          | Aston Martin Aramco-Mercedes | 1:12,794  | +0,995    | 28         |
| 15.      | Oliver Bearman        | Haas-Ferrari                 | 1:12,825  | +1,026    | 27         |
| 16.      | Esteban Ocon          | Haas-Ferrari                 | 1:12,827  | +1,028    | 22         |
| 17.      | Franco Colapinto      | Alpine-Renault               | 1:13,060  | +1,261    | 27         |
| 18.      | Nico Hülkenberg       | Kick Sauber-Ferrari          | 1:13,072  | +1,273    | 19         |
| 19.      | Gabriel Bortoleto     | Kick Sauber-Ferrari          | 1:13,172  | +1,373    | 22         |
| 20.      | Cunoda Júki           | Red Bull-Honda RBPT          | 1:13,573  | +1,774    | 14         |

## Időmérő edzés
A kanadai nagydíj időmérő edzését június 14-én, szombat délután tartották, magyar idő szerint 22:00-tól.
| helyezés              | rajtszám | versenyző             | csapat/motor                 | Q1       | Q2       | Q3       | rajthely | futott kör |
| --------------------- | -------- | --------------------- | ---------------------------- | -------- | -------- | -------- | -------- | ---------- |
| 1                     | 63       | George Russell        | Mercedes                     | 1:12,075 | 1:11,570 | 1:10,899 | 1        | 21         |
| 2                     | 1        | Max Verstappen        | Red Bull Racing-Honda RBPT   | 1:12,054 | 1:11,638 | 1:11,059 | 2        | 20         |
| 3                     | 81       | Oscar Piastri         | McLaren-Mercedes             | 1:11,939 | 1:11,715 | 1:11,120 | 3        | 23         |
| 4                     | 12       | Andrea Kimi Antonelli | Mercedes                     | 1:12,279 | 1:11,974 | 1:11,391 | 4        | 21         |
| 5                     | 44       | Lewis Hamilton        | Ferrari                      | 1:11,952 | 1:11,885 | 1:11,526 | 5        | 27         |
| 6                     | 14       | Fernando Alonso       | Aston Martin Aramco-Mercedes | 1:12,073 | 1:11,805 | 1:11,586 | 6        | 27         |
| 7                     | 4        | Lando Norris          | McLaren-Mercedes             | 1:11,826 | 1:11,599 | 1:11,625 | 7        | 22         |
| 8                     | 16       | Charles Leclerc       | Ferrari                      | 1:12,038 | 1:11,626 | 1:11,682 | 8        | 27         |
| 9                     | 6        | Isack Hadjar          | Racing Bulls-Honda RBPT      | 1:12,211 | 1:12,003 | 1:11,867 | 12       | 21         |
| 10                    | 23       | Alexander Albon       | Williams-Mercedes            | 1:12,090 | 1:11,892 | 1:11,907 | 9        | 30         |
| 11                    | 22       | Cunoda Júki           | Red Bull Racing-Honda RBPT   | 1:12,334 | 1:12,102 |          | 18       | 15         |
| 12                    | 43       | Franco Colapinto      | Alpine-Renault               | 1:12,234 | 1:12,142 |          | 10       | 20         |
| 13                    | 27       | Nico Hülkenberg       | Kick Sauber-Ferrari          | 1:12,323 | 1:12,183 |          | 11       | 18         |
| 14                    | 87       | Oliver Bearman        | Haas-Ferrari                 | 1:12,306 | 1:12,340 |          | 13       | 19         |
| 15                    | 31       | Esteban Ocon          | Haas-Ferrari                 | 1:12,378 | 1:12,634 |          | 14       | 21         |
| 16                    | 5        | Gabriel Bortoleto     | Kick Sauber-Ferrari          | 1:12,385 |          |          | 15       | 11         |
| 17                    | 55       | Carlos Sainz Jr.      | Williams-Mercedes            | 1:12,398 |          |          | 16       | 13         |
| 18                    | 18       | Lance Stroll          | Aston Martin Aramco-Mercedes | 1:12,517 |          |          | 17       | 12         |
| 19                    | 30       | Liam Lawson           | Racing Bulls-Honda RBPT      | 1:12,525 |          |          | boxutca  | 10         |
| 20                    | 10       | Pierre Gasly          | Alpine-Renault               | 1:12,667 |          |          | boxutca  | 12         |
| 107%-os idő: 1:16,853 |          |                       |                              |          |          |          |          |            |

## Futam
A kanadai nagydíj futamát június 15-én, vasárnap délután tartották, magyar idő szerint 20:00-tól.
| helyezés | rajtszám | versenyző             | csapat/motor                 | futott kör | idő/kiesés oka | rajthely | pont |
| -------- | -------- | --------------------- | ---------------------------- | ---------- | -------------- | -------- | ---- |
| 1        | 63       | George Russell        | Mercedes                     | 70         | 1:31:52,688    | 1        | 25   |
| 2        | 1        | Max Verstappen        | Red Bull Racing-Honda RBPT   | 70         | +0,228         | 2        | 18   |
| 3        | 12       | Andrea Kimi Antonelli | Mercedes                     | 70         | +1,014         | 4        | 15   |
| 4        | 81       | Oscar Piastri         | McLaren-Mercedes             | 70         | +2,109         | 3        | 12   |
| 5        | 16       | Charles Leclerc       | Ferrari                      | 70         | +3,442         | 8        | 10   |
| 6        | 44       | Lewis Hamilton        | Ferrari                      | 70         | +10,713        | 5        | 8    |
| 7        | 14       | Fernando Alonso       | Aston Martin Aramco-Mercedes | 70         | +10,972        | 6        | 6    |
| 8        | 27       | Nico Hülkenberg       | Kick Sauber-Ferrari          | 70         | +15,364        | 11       | 4    |
| 9        | 31       | Esteban Ocon          | Haas-Ferrari                 | 69         | +1 kör         | 14       | 2    |
| 10       | 55       | Carlos Sainz Jr.      | Williams-Mercedes            | 69         | +1 kör         | 16       | 1    |
| 11       | 87       | Oliver Bearman        | Haas-Ferrari                 | 69         | +1 kör         | 13       |      |
| 12       | 22       | Cunoda Júki           | Red Bull Racing-Honda RBPT   | 69         | +1 kör         | 18       |      |
| 13       | 43       | Franco Colapinto      | Alpine-Renault               | 69         | +1 kör         | 10       |      |
| 14       | 5        | Gabriel Bortoleto     | Kick Sauber-Ferrari          | 69         | +1 kör         | 15       |      |
| 15       | 10       | Pierre Gasly          | Alpine-Renault               | 69         | +1 kör         | boxutca  |      |
| 16       | 6        | Isack Hadjar          | Racing Bulls-Honda RBPT      | 69         | +1 kör         | 12       |      |
| 17       | 18       | Lance Stroll          | Aston Martin Aramco-Mercedes | 69         | +1 kör         | 17       |      |
| 18[f]    | 4        | Lando Norris          | McLaren-Mercedes             | 66         | ütközés        | 7        |      |
| Ki       | 30       | Liam Lawson           | Racing Bulls-Honda RBPT      | 53         | túlmelegedés   | boxutca  |      |
| Ki       | 23       | Alexander Albon       | Williams-Mercedes            | 46         | motorhiba      | 9        |      |

Megjegyzés:
- ↑ f:  Lando Norris nem fejezte be a futamot, de helyezését értékelték, mivel a versenytáv több, mint 90%-át teljesítette.

## A világbajnokság állása a verseny után
| H   | Versenyzők            | Pont | H   | Konstruktőrök                | Pont |
| --- | --------------------- | ---- | --- | ---------------------------- | ---- |
| 1.  | Oscar Piastri         | 198  | 1.  | McLaren-Mercedes             | 374  |
| 2.  | Lando Norris          | 176  | 2.  | Mercedes                     | 199  |
| 3.  | Max Verstappen        | 155  | 3.  | Ferrari                      | 183  |
| 4.  | George Russell        | 136  | 4.  | Red Bull Racing-Honda RBPT   | 162  |
| 5.  | Charles Leclerc       | 104  | 5.  | Williams-Mercedes            | 55   |
| 6.  | Lewis Hamilton        | 79   | 6.  | Haas-Ferrari                 | 28   |
| 7.  | Andrea Kimi Antonelli | 63   | 7.  | Racing Bulls-Honda RBPT      | 28   |
| 8.  | Alexander Albon       | 42   | 8.  | Aston Martin Aramco-Mercedes | 22   |
| 9.  | Esteban Ocon          | 22   | 9.  | Kick Sauber-Ferrari          | 20   |
| 10. | Isack Hadjar          | 21   | 10. | Alpine-Renault               | 11   |

(A teljes táblázat)

## Statisztikák
- Vezető helyen:
  - George Russell: 43 kör (1-12, 29–41, 53–70)
  - Andrea Kimi Antonelli: 1 kör (13)
  - Oscar Piastri: 5 kör (14-15, 42–44)
  - Lando Norris: 15 kör (16-28, 45–46)
  - Charles Leclerc: 6 kör (47-52)
- George Russell 6. pole-pozíciója, 9. versenyben futott leggyorsabb köre, 4. futamgyőzelme és 1. mesterhármasa.
- A Mercedes 130. futamgyőzelme.
- George Russell 20., Max Verstappen 117., és Andrea Kimi Antonelli 1. dobogós helyezése.
- Andrea Kimi Antonelli 18 évesen, 9 hónaposan és 21 naposan minden idők harmadik legfiatalabb dobogósa lett.[1]
- Az Alpine 100. Formula–1-es nagydíja.[2]
- A Haas 200. Formula–1-es nagydíja.[1]